# Coeficiente de armazenamento
O termo coeficiente de armazenamento corresponde a um dos parâmetros hidrodinâmicos mais importantes que caracterizam um aquífero. Trata-se de um valor adimensional que representa a percentagem de água gravítica que existe num determinado volume do conjunto água + rocha. Por exemplo, quando se afirma que um aquífero tem um coeficiente de armazenamento de 20%, significa que, em cada metro cúbico do aquífero (conjunto água + rocha), existem 200 litros de água gravítica, ou seja, água que, por gravidade, poderá ser retirada desse volume de aquífero. A água capilar, a pelicular ou a água de constituição, que não são retiradas por gravidade, ficando retidas na malha da rocha, não entram na contabilidade deste coeficiente. O coeficiente de armazenamento é geralmente calculado através da interpretação dos resultados da execução de ensaios de caudal (mesmo que vazão, em português brasileiro), onde obrigatoriamente terão de existir piezómetros de observação para que se obtenham resultados credíveis.